# Soziale Kategorisierung
Die soziale Kategorisierung ist eine Studie aus dem Jahr 1971 von Henri Tajfel, M. G. Billig, R. P. Bundy und Claude Flament. Die Studie sollte die Auswirkungen sozialer Kategorisierung auf das Zwischengruppenverhalten aufdecken und belegen. Es sollten weder individuelle Interessen noch feindliche Einstellungen Ursache für diskriminierendes Verhalten darstellen. Diese Voraussetzungen wurden durch die Erzeugung einer Kategorisierung gewährleistet. Anhand von zwei Experimenten konnten die Effekte der Kategorisierung analysiert und ein Zusammenhang zum Intergruppenverhalten festgestellt werden.

## Experiment 1
Das erste Experiment wurde mit dem Ziel entworfen, die folgende Hypothese zu testen: Eine Kategorisierung mit Stellenwert (bewertende Bedingung/value condition) zeigt eher ein diskriminierendes Verhalten gegenüber der anderen Gruppe (Outgroup) als eine Kategorisierung ohne Stellenwert (neutrale Bedingung/neutral condition). Im ersten Schritt wurden die 64 männlichen Schüler einer Schulklasse zwischen 14 und 15 Jahren, die sich am Experiment beteiligten, in verschiedene Gruppen kategorisiert. Im zweiten Schritt konnten dann die Effekte der erzeugten Kategorisierung analysiert werden.

### Erzeugung der Kategorisierung
Zur Erzeugung der Kategorisierung wurden den Schülern 40 verschiedene Bilder mit jeweils einer unterschiedlichen Anzahl von Punkten vorgelegt, die es einzuschätzen galt. Nachdem die Schüler ihre Einschätzung abgegeben hatten, erfolgte die Kategorisierung (Einteilung) anhand von zwei Experimentalbedingungen:
1. neutrale Bedingung (neutral condition) – Es gibt Über- und Unterschätzer, wobei keine der beiden Charakteristika eine Wertung vornimmt.
2. bewertende Bedingung (value condition) – Es gibt genauere und ungenauere Schätzer. Genauere Schätzer werden in diesem Fall besser gestellt.

Um die erzeugte Kategorisierung im Experiment besser nachvollziehen zu können, ist es an dieser Stelle noch einmal wichtig, den Begriff der sozialen Kategorisierung darzustellen und im Hinblick eines jeden Individuums zu erläutern.
Bei der sozialen Kategorisierung handelt es sich um einen Vorgang, durch den soziale Geschehnisse oder Objekte, die bezüglich der Verhaltensmuster, Vorstellungen/Normen und dem Wertsystem von Individuen als äquivalent angesehen werden können, zu einer Kategorie/Gruppe zusammengefasst werden. Somit wird verdeutlicht, dass jedes Individuum ein Teil einer sozialen Kategorie ist und diese stark die Verhaltensmuster eines jeden Individuums beeinflusst.

### Effekte der Kategorisierung
Den 64 männlichen Schülern wurde vermittelt, dass sie anhand dieser Experimentalbedingungen in vier Gruppen mit jeweils 16 Schülern eingeteilt wurden. In Wirklichkeit erfolgte die Einteilung allerdings willkürlich, ohne dass weder die geschätzte Anzahl der Punkte, noch die Genauigkeit Berücksichtigung fanden.
Im Anschluss an die Einteilung sollten die Schüler an zwei Individuen eine Belohnung oder Bestrafung in Form von Geld verteilen. Dabei bestand zu keinem Zeitpunkt die Möglichkeit, sich selbst zu belohnen oder zu bestrafen, und es war ebenfalls nicht bekannt, welche Personen konkret belohnt oder bestraft wurden. Diese Aufgabe wurde anhand eines Fragebogens mit verschiedenen Matrizen durchgeführt. In jeder Matrix bezog sich eine Zeile auf ein Mitglied der eigenen Gruppe (Ingroup) und eine Zeile auf ein Mitglied der anderen Gruppe (Outgroup). Bei den Matrizen gab es drei verschiedene Fälle. Im ersten Fall mussten die Schüler jeweils ein Mitglied aus der Ingroup und ein Mitglied aus der Outgroup belohnen oder bestrafen. Bei dem zweiten Fall sollten sie jeweils zwei Mitglieder aus der Ingroup belohnen oder bestrafen und im dritten Fall jeweils zwei Mitglieder aus der Outgroup belohnen oder bestrafen. Pro Matrix durfte nur eine Spalte gewählt werden, wodurch dann festgelegt war, wie die Belohnung/Bestrafung sich auf die zwei Individuen verteilt.

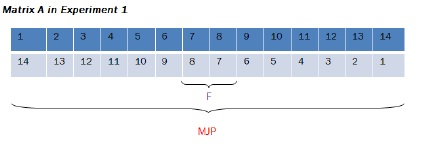
Experiment 1 – Matrix A

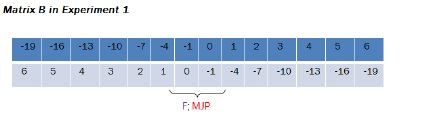
Experiment 1 – Matrix B

Je nach gewählter Spalte entschieden sich die Schüler für eine faire Verteilung (F), die den Wert auf der Matrize angibt, der auf eine gerechte Belohnung oder Bestrafung zwischen den zwei verschiedenen Individuen zielt. Oder sie entschieden sich für einen MJP (maximum joint payoff), zu Deutsch einen maximalen gemeinsamen Gewinn der beiden Individuen, der im angegebenen Beispiel bei Matrix A in jeder Spalte vorliegt, da jede Spalte die Summe von 15 ergibt, und bei Matrix B mit der fairen Verteilung übereinstimmt, nämlich bei den Werten −1 und 0; und 0 und −1.

### Ergebnis
Für das erste Experiment ist festzuhalten, dass zwischen den Gruppen und den verschiedenen Bedingungen, also zwischen der Gruppe mit der neutralen Bedingung und zwischen der Gruppe mit der bewertenden Bedingung, keine signifikanten Unterschiede festgestellt werden konnten. Ursache dafür war, dass alle Gruppen zugunsten der eigenen Gruppe (Ingroup) handelten und somit ein diskriminierendes Verhalten gegenüber der anderen Gruppe (Outgroup) zeigten. Demnach konnte die zu Beginn aufgestellte Hypothese nicht bestätigt werden.

## Experiment 2
Ziel des zweiten Experimentes war es, die Ergebnisse des vorherigen Experimentes zu bestätigen und weitere Variablen zu untersuchen. Neu eingeführt wurden der MIP (Maximum Ingroup Payoff), der maximale Gewinn der eigenen Gruppe und die MD (Maximum Difference in favour of the ingroup), die maximale Differenz zwischen der eigenen (Ingroup) und der fremden Gruppe (Outgroup) zugunsten der eigenen.

### Erzeugung der Kategorisierung
Versuchspersonen dieser Studie waren 48 männliche Schüler derselben Schule im Alter von 14 bis 15 Jahren. Sie sollten eine Präferenz zwischen Bildern zweier Maler (Klee und Kandinsky) äußern, wobei keine der Versuchspersonen wusste, welches Bild von welchem Maler gezeichnet wurde. In Wirklichkeit wurden den Probanden sogar teilweise Bilder des gleichen Künstlers gezeigt, wodurch wie in Experiment eins eine fiktive Aufteilung in zwei angeblich gebildete Gruppen erfolgte. Eine Gruppe bestand demnach aus Schülern, die Klee favorisierten, und eine aus solchen Schülern, die angeblich Kandinsky favorisierten. Den einzelnen Teilnehmern wurde nach ihrer Präferenzabgabe lediglich mitgeteilt, welcher Gruppe sie angehörten (entweder Klee oder Kandinsky), nicht jedoch aus welchen und wie vielen Mitgliedern die eigene Gruppe bestand.

### Effekte der Kategorisierung
Im zweiten Teil der Untersuchung sollten die Teilnehmer ebenfalls wie im ersten Experiment Belohnungen an zwei Individuen in Form von Geld verteilen. In verschiedenen Matrizen konnten die Schüler abermals angeben, wie viel Belohnung sie der eigenen Gruppe (Ingroup) und der anderen Gruppe (Outgroup) zukommen lassen wollten. Die Matrizen entsprachen vom Aufbau her denen aus Experiment eins, nur dass zusätzlich die neu eingeführten Variablen unterschieden werden konnten, wovon die Schüler natürlich nichts wussten.

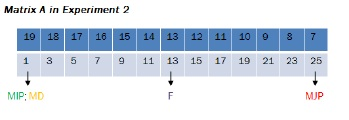
Experiment 2 – Matrix A

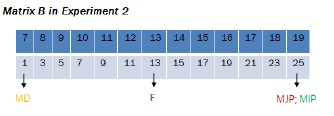
Experiment 2 – Matrix B

Bei Matrix A fallen der maximale Gewinn der eigenen Gruppe (MIP) und die maximale Differenz zwischen den Gruppen (MD) zusammen und liegen beide in der ersten Spalte, also bei 19 und 1. Der maximale gemeinsame Gewinn (MJP) liegt bei Matrix A am anderen Ende bei 7 und 25. Hinsichtlich Matrix B verteilen sich die untersuchten Variablen anders. In diesem Fall liegt die maximale Differenz zwischen den Gruppen (MD) an erster Stelle bei der Spalte 7 und 1. Der maximale gemeinsame Gewinn (MJP) und der maximale Gewinn der eigenen Gruppe (MIP) sind beide in der letzten Spalte bei 19 und 25 zu finden.
Wenn die Schüler wie im ersten Experiment weiterhin die eigene Gruppe (Ingroup) favorisieren würden, dann müsste die Entscheidung bei Matrix A des zweiten Experimentes jeweils auf die erste Spalte gefallen sein, und die Entscheidung bei Matrix B auf die letzte Spalte. Ob diese Tendenz weiterhin erkennbar war, kann den Ergebnissen entnommen werden.

### Ergebnis
Das zweite Experiment konnte zeigen, dass die einfache Einteilung in Gruppen durch eine Ästhetik-Präferenz ausreicht, um diskriminierendes Verhalten gegenüber einer anderen Gruppe bzw. das Favorisieren der eigenen Gruppe zu erzeugen. Durch die Matrizen, die die Verteilung der Belohnung aufzeigten, konnten verschiedene Tendenzen von Intergruppenverhalten aufgedeckt werden. So zeigte sich, dass die Probanden die Belohnung nicht nutzenmaximierend und damit rational denkend an alle Teilnehmer verteilten, sondern die eigene Gruppe wie im ersten Experiment signifikant favorisierten. An dieser Stelle sei noch einmal darauf hingewiesen, dass die Testpersonen alle der gleichen Schule angehörten und sich bereits vor dem Experiment kannten.
Des Weiteren war eine Tendenz dahingehend erkennbar, dass die Versuchsteilnehmer sogar Einbußen in Höhe der eigenen Belohnung hinnahmen, wenn dies bedeutete, dass somit die eigene Gruppe (Ingroup) im Verhältnis zur anderen Gruppe (Outgroup) mehr bekam. Die Experimentteilnehmer entschieden sich bei Matrix B also eher für die erste Spalte, als für die letzte, durch deren Wahl wie zuvor der maximale Gewinn der eigenen Gruppe hätte maximiert werden können. Demnach wurde einer möglichst großen Differenz zur anderen Gruppe höhere Bedeutung zugesprochen, als einem hohen Gewinn für die eigene Gruppe.

## Empirische Feststellung der Untersuchung
Soziale Kategorisierung bewirkt Intergruppendiskriminierung: Die Ergebnisse der Experimente zeigen, dass die bloße Kategorisierung, also die willkürliche und rein kognitive Einteilung in Gruppen, bereits ausreicht, um Intergruppendiskriminierung auszulösen. Denn durch die Kategorisierung entsteht bei den Teilnehmern eine soziale Identität, durch die sie sich mit der Eigengruppe identifizieren. Bei der Entscheidung, wie die Belohnung unter den Mitgliedern der Gruppen verteilt werden soll, wird die Eigengruppe deshalb eindeutig favorisiert und sogar möglichst stark von der Fremdgruppe abgegrenzt, sodass Intergruppenkonflikte entstehen.